# 全国エネルギー管理士連盟
一般社団法人全国エネルギー管理士連盟（ぜんこくエネルギーかんりしれんめい）は、エネルギー管理士によって構成される職能団体。
同連盟は、エネルギーの使用の合理化に関しエネルギーを消費する設備の維持や、エネルギー使用方法についての改善・監視等の業務を管理する国家資格である「エネルギー管理士」の有資格者団体として2015年10月1日に設立され、任意団体として活動を続けてきた団体。省エネ情報の共有と相互研鑽の場、国家資格「エネルギー管理士」の地位向上、省エネルギーの一層の推進を目的に一般社団法人化し、「一般社団法人全国エネルギー管理士連盟」(エネ管連)として設立された。
「エネルギー管理士同士で省エネ情報をシェア!」をスローガンに掲げる。

## 沿革
- 2015年
  - 7月30日 - 設立準備委員会発足
  - 10月1日 - 任意団体として設立
- 2016年4月1日 - 一般社団法人として設立

## 活動
- 省エネ情報交換会(交流会)の開催(年6回)
- Facebookでの省エネ情報共有・会員間の交流(常時：非公開グループで実施)
- メールマガジンによる省エネ情報提供(月1回)
- ホームページでの省エネ情報提供(常時)
- 国・地方自治体等との情報交換と提言(適宜)
- 会員証の発行
- 省エネ用計測器の無料貸し出し(省エネ用計測器のシェア)
- など

## 会員数
- 115名（2018年6月25日現在）

## 所在地
- 本部　〒450-0002 愛知県名古屋市中村区名駅3丁目20-20 名駅錦ビル6階
- 東日本支部　〒104-0061 東京都中央区銀座1丁目3-3　G1ビル7階

## メディア掲載
- 中部経済新聞（2015年11月19日）
- 空調タイムス（2015年11月25日）
- 一般財団法人省エネルギーセンター発行の「月刊省エネルギー」（2016年1月号）
- マイナビニュース（2016年5月9日）[1]
- 環境ビジネスオンライン（2016年5月10日）[2]
- 環境ビジネスオンライン（2016年7月13日）[3]
- 産経ニュース（2016年8月18日）[4]
- 産経ニュース（2017年3月27日）[5]